# Люй Бувэй
Люй Бувэ́й (кит. трад. 呂不韋, упр. 吕不韦, пиньинь Lǚ Bùwéi; ок. 290—235 до н. э.) — культурный и политический деятель, канцлер царства Цинь, инициатор первого проекта по унификации интеллектуального наследия доимперского Китая (см. Анналы Люй Бувэя). По версии Сыма Цяня именно он является настоящим отцом императора Цинь Шихуана.
Его биография достаточно подробно описана в «Исторических записках» Сыма Цяня. Люй Бувэй первоначально был богатым купцом из царства Вэй,  постепенно приближался к царскому двору, и включился в придворные интриги, стал канцлером (чэнсяном) и какое-то время распоряжался делами государства и престола. Он помог Чжуансян-вану занять трон, хотя тот первоначально не обладал на это особыми правами. Для этого Люй Бувэй его спонсировал деньгами и сложным способом уговорил бездетную главную наложницу усыновить его.

## ПомощьЧжуансян-ванустать престолонаследником
По описанию Сыма Цяня, Люй Бувэй происходил из царства Вэй и нажил на торговле золотом огромное состояние. В это время  Цзычу  (будущий император Чжуансян-ван), как один из многочисленных сыновей наследника престола Аньго (позже — Сяовэнь-ван), находился в заложниках в царстве Чжао.  Хотя он был внуком сидящего на троне Чжаосян-вана, его положение в семье не давало особых шансов на получение высокого ранга. Содержание царственного заложника было достаточно скромным, что делало его статус в Чжао довольно низким и давало повод для унизительного и оскорбительного отношения к нему со стороны чжаоской знати.
Люй Бувэй, посетив царство Чжао, захотел встретиться с Цзычу, увидев в нём способность стать правителем страны. Тогда Люй Бувэй предложил ему свои услуги, чтобы открыть ему дорогу в свет. Цзычу рассмеялся, заметив, что сначала надо бы было открыть дорогу в свет для себя. Люй Бувэй вполне серьёзно ответил, что для того чтобы продвинуть себя, он должен сначала продвинуть Цзычу.
Люй Бувэй объяснил план, как он собирается представить Цзычу основным наследником наследного принца, который скоро должен занять трон после старого вана. Цзычу сразу же оценил масштаб идеи купца. Он сказал, что в случае успеха отдаст Люй Бувэю часть своего царства. Люй Бувэй снабдил для начала  Цзычу 500 золотыми монетами, чтобы тот мог устраивать приёмы, ещё пятьсот монет затратил на покупку всевозможных диковинных вещей и безделушек для подношений и отправился в княжество Цинь.
Сам  Люй Бувэй, поехав в столицу, от имени Цзычу поднёс большие подарки главной наложнице наследного принца Хуаян, у которой не было детей. Ему удалось уговорить Хуаян усыновить Цзычу и повлиять на наследника престола Аньго, чтобы Цзычу стал его главным наследником среди 20 сыновей. Люй Бувэй тонко сыграл на страхе наложницы перед одиночеством в старости, когда умрёт её покровитель. Он пообещал, что Ижэнь как приёмный сын будет заботиться о ней как о своей матери и она сохранит статус вдовствующей императрицы. Эти аргументы убедили Хуаян и она повлияла на принца в указанном направлении. Аньго согласился и в виде гарантии передал Цзычу верительную дощечку.

### Наложница Чжао
В Ханьдане, столице царства Чжао, Люй Бувэй разыскал красивую девушку Чжао, которая хорошо танцевала, и сделал её своей наложницей. Устроив у себя в резиденции праздник для Цзычу, он попросил Чжао принести ему вина. Чжао понравилась Цзычу, и Люй Бувэй отдал ему девушку, и скоро у них родился сын Ин Чжэн — будущий император Цинь Шихуанди. Согласно Сыма Цяню, Чжао была уже беременна до того, как Люй Бувэй представил её перед Цзычу. Эта версия, порочившая происхождение первого циньского императора, усиленно распространялась враждебно настроенными к нему конфуцианскими историками. Но вместе с тем есть основания сомневаться в этой версии, поскольку мать Ин Чжэна согласно тем же историкам оказывается не наложницей низкого происхождения, а девушкой из знатного чжаоского рода.
В 257 году до н. э. циньцы напали на столицу Чжао Ханьдань и осадили его. Чжаоский ван хотел убить Цзычу, но Люй Бувэй смог с помощью больших денег подкупить стражников и организовать его побег в стан циньских войск. С целью обмануть возможную погоню, Цзычу переоделся в чускую одежду, в которой он появился перед Хуаян.  Тем временем наложница Чжао смогла спрятаться с ребёнком у своей матери, которая принадлежала к знатному и могущественному чжаосскому роду. После окончания военных действий она вместе с сыном выехала в Цинь, где его ожидало блестящее будущее.
В 250 году до н. э. старый Чжаосян-ван умер, и наследник Аньго выступил на престол как Сяовэнь-ван, однако смог пробыть на троне меньше года и умер на третий день после коронации. Вследствие этого подозревали, что он был отравлен Люй Бувэем, который мог опасаться того, что Аньго изменит своё решение и назначит нового наследника.

### Чжуансян-ван вступил на трон
Цзычу 15 сентября 250 до н. э. вступил на престол как Чжуансян-ван. Люй Бувэй был назначен премьер-министром, а  Ин Чжэн стал наследником престола. Царь исполнил обещание, данное в Ханьдане и дал Люй Бувэю сто тысяч дворов в качестве кормления.
Чжуансян-ван проправил меньше трёх лет и умер в 247 году до н. э. в возрасте 35 лет. Историки предполагают, что к его смерти мог был причастен Люй Бувэй по причине того, что царь обнаружил, что он продолжает отношения со своей бывшей наложницей Чжао, которая стала царицей.

### ПравлениеЦинь Шихуанди
Наследник Ин Чжэн вступил на трон в 247 году до н. э. в возрасте 13 лет. Позднее он смог объединить Китай и завоевать шесть царств, и в 221 году до н. э. провозгласил себя императором Цинь Шихуанди.
Хотя версия Сыма Цяня о происхождении  Ин Чжэна (императора Цинь Шихуанди) от Люй Бувэя доминировала в течение 2000 лет, исследования профессоров Джона Кноблока и Джеффри Ригеля при перевода анналов Люйши Чунцю показали несоответствие даты начала беременности и рождения ребёнка (год), что позволило им прийти к выводу о фальсификации версии об отцовстве Люй Бувэя, с целью поставить под сомнение происхождение императора.
Будучи регентом и канцлером, Люй Бувэй поддерживал отношения со вдовствующей императрицей Чжао.
Согласно Сыма Цяню, они погрузились в распутную жизнь и организовывали настоящие оргии. Для развлечений Чжао был найден Лао Ай, которого она как мнимого евнуха поселила в своих покоях. В 238 году императору донесли, что Лао Ай вовсе не евнух, и у него с Чжао имеется уже двое сыновей. В результате доследования весь род Лао Ая был казнён, а в 237 году Люй Бувэй был снят с поста канцлера и отстранён от двора. Тем не менее его активно навещали чиновники.
Примерно через год император, видя активность вокруг Люй Бувэя, испугался, что он готовит бунт, и написал ему издевательское письмо, указывая что его заслуги не соответствуют его содержанию со стороны двора, и приказал отправиться ему в ссылку в царство Шу. Люй Бувэй испугался дальнейших преследований и казни, и покончил с собой, выпив отравленное вино.